# はるかぜ (doaの曲)
「はるかぜ」は、日本のロックバンド、doaの9枚目のシングル。

## 内容
- doaの2007年最初のシングルであり、前作同様徳永暁人が作詞、メインボーカルを務めた。
- 本作のPV内で徳永はピアノも演奏している。
- 前作に引き続き、「MU-GEN～Music Generations～」のエンディングテーマに起用された。
- 本作のリリースの4日前の3月3日、徳永暁人はオリジナルサウンドトラックアルバム「はるかぜ. オリジナルサウンドトラック for 「秘境アマゾン巨大文明」」をiTunes Store配信限定でリリースした。
- オリコン17位(デイリーチャート)を記録した。
- 余談だが、シングル曲含め、収録曲の作詞者が1曲目が、徳永、2曲目が大田、3曲目が吉本と前作と同じ順番になっている。
- アルバム『3』先行シングル。

## タイアップ
- TBS系古代発掘ミステリー 秘境アマゾン巨大文明2 イメージソング

## 収録曲
全作曲・編曲：徳永暁人
1. はるかぜ
作詞：徳永暁人
2. 君はきっとひとりじゃない
作詞：大田紳一郎
3. GRADUATION
作詞：吉本大樹